# The Bleeding Horse

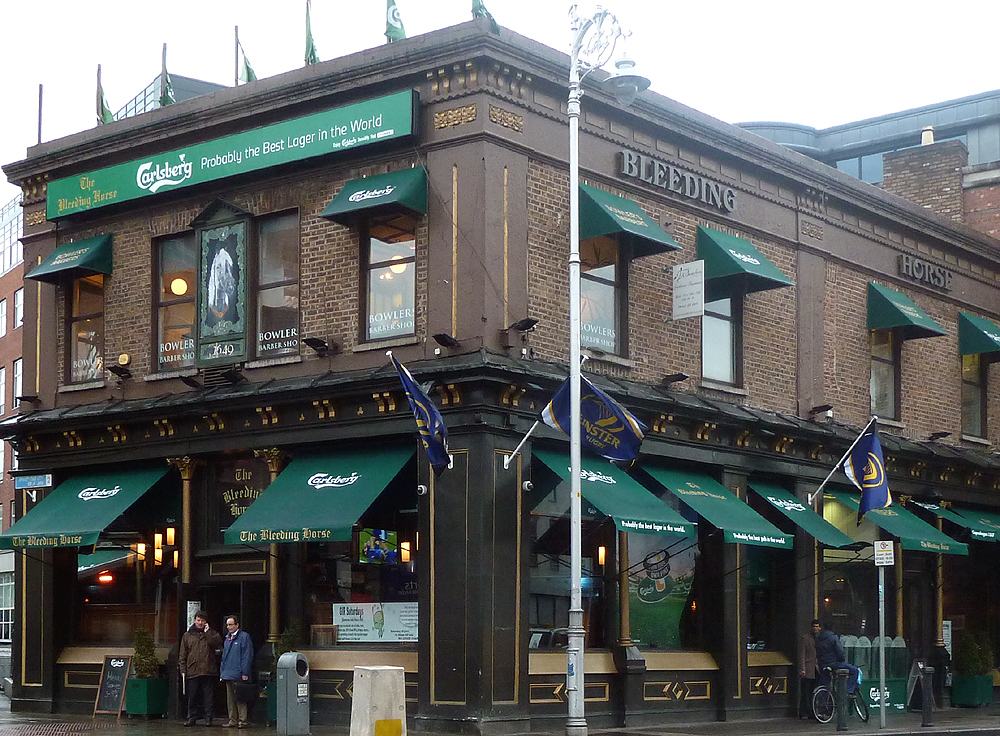
Exterieur

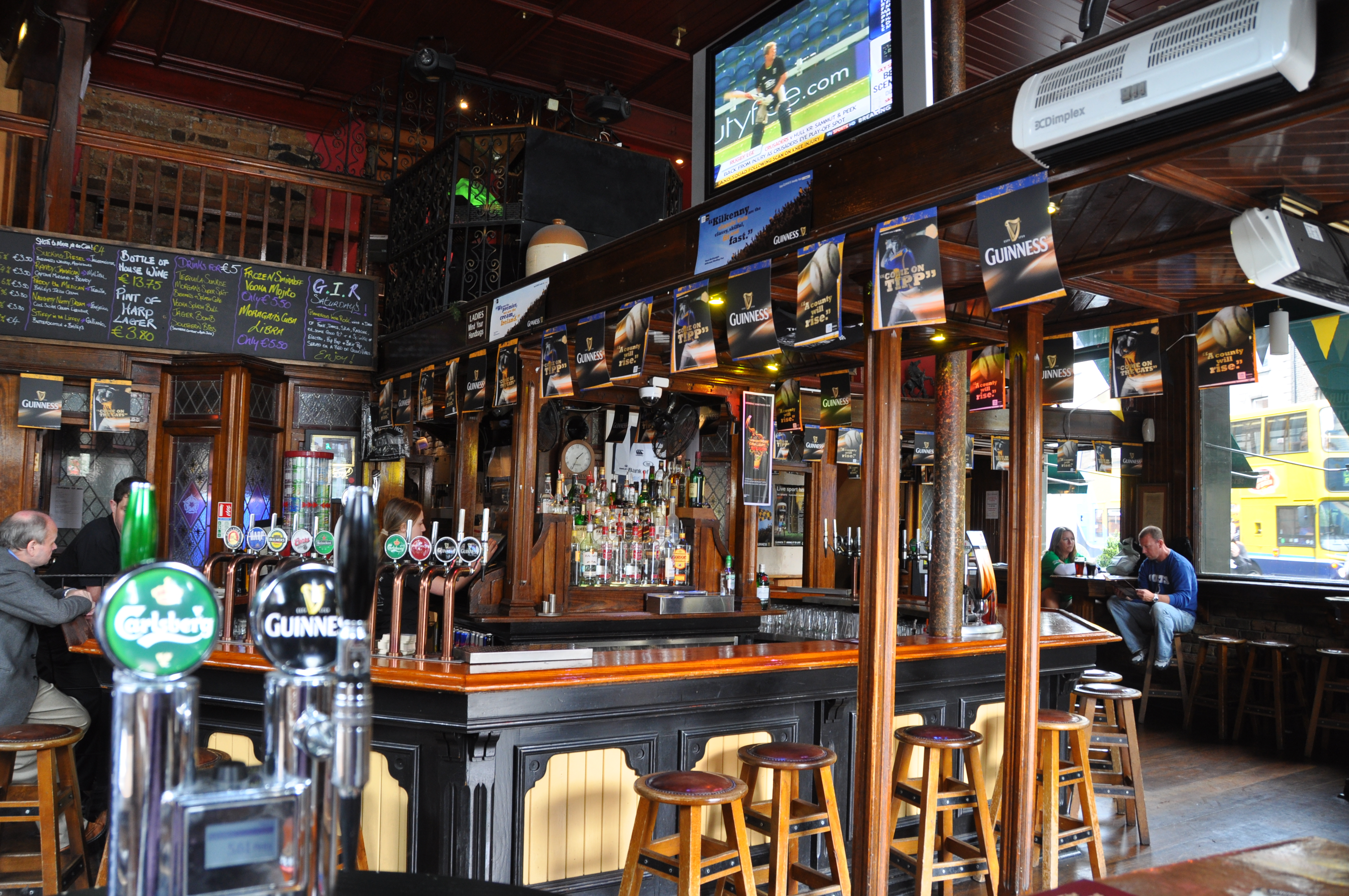
Interieur

The Bleeding Horse is een bekende pub in Upper Camden Street, Dublin, Ierland. De pub dateert van minimaal de 17e eeuw. Het huidige gebouw komt uit 1871 en het interieur werd gerenoveerd in 1992. Het werd genoemd in verschillende klassieke romans, waaronder The Cock and Anchor (1845) van Sheridan Le Fanu en Ulysses (1922) van James Joyce. In de jaren 60 werd de naam veranderd in The Falcon, maar in de jaren 70 werd de oude naam weer in gebruik genomen.